# Ivan Tvorojnikov
Ivan Ivanovitch Tvorojnikov (Иван Иванович Творожников), né le 10 octobre 1848 à Joukovo et mort le 14 juin 1919 à Pétrograd, est un peintre russe.

## Biographie
Tvorojnikov naît dans une famille paysanne du gouvernement de Moscou dans l'actuel oblast de Tver. Il est envoyé travailler à Saint-Pétersbourg à l'âge de douze ans. Il est diplômé de l'Académie impériale des beaux-arts avec une petite et une grande médaille d'argent. Il peint plusieurs iconostases pour des églises d'Astrakhan et réalise deux portraits de l'empereur Alexandre II qui plaisent beaucoup à l'empereur. Il est également l'auteur de peintures pour la cathédrale du Christ-Sauveur de Moscou et la cathédrale Saint-Isaac de Saint-Pétersbourg. Dans les années 1880, il retourne dans son village natal de Joukovo où il s'installe pour peindre pendant plusieurs étés.
Plus tard, Tvorojnikov est invité à enseigner à l'Académie des beaux-arts, devenant par la suite professeur et académicien en 1906.
Il reçoit une grande et une petite médaille d'or pour David joue de la harpe devant Saül (1873) et L'Apôtre Paul explique les dogmes de la Foi en présence du roi Agrippa et de sa sœur Bérénice (1875). Parmi ses élèves, l'on peut distinguer Efim Tcheptsov, Ivan Choulga, Piotr Choukhmine, Vladimir Kouznetsov.
Il épouse à 69 ans Olga Dmitrievna Tolstova née en 1888.

## Quelques œuvres
- Le Lieutenant Vassili Mirovitch devant le cadavre de Ioann Antonovitch le 5 juillet 1764 à la forteresse de Schlüsselburg (1884);
- Scène de vie paysanne (1886);
- Le Vendeur de livres de spiritualité (1888);
- La Grand-mère et sa petite-fille (1889);
- Garçon au bois mort (1889).

## Illustrations

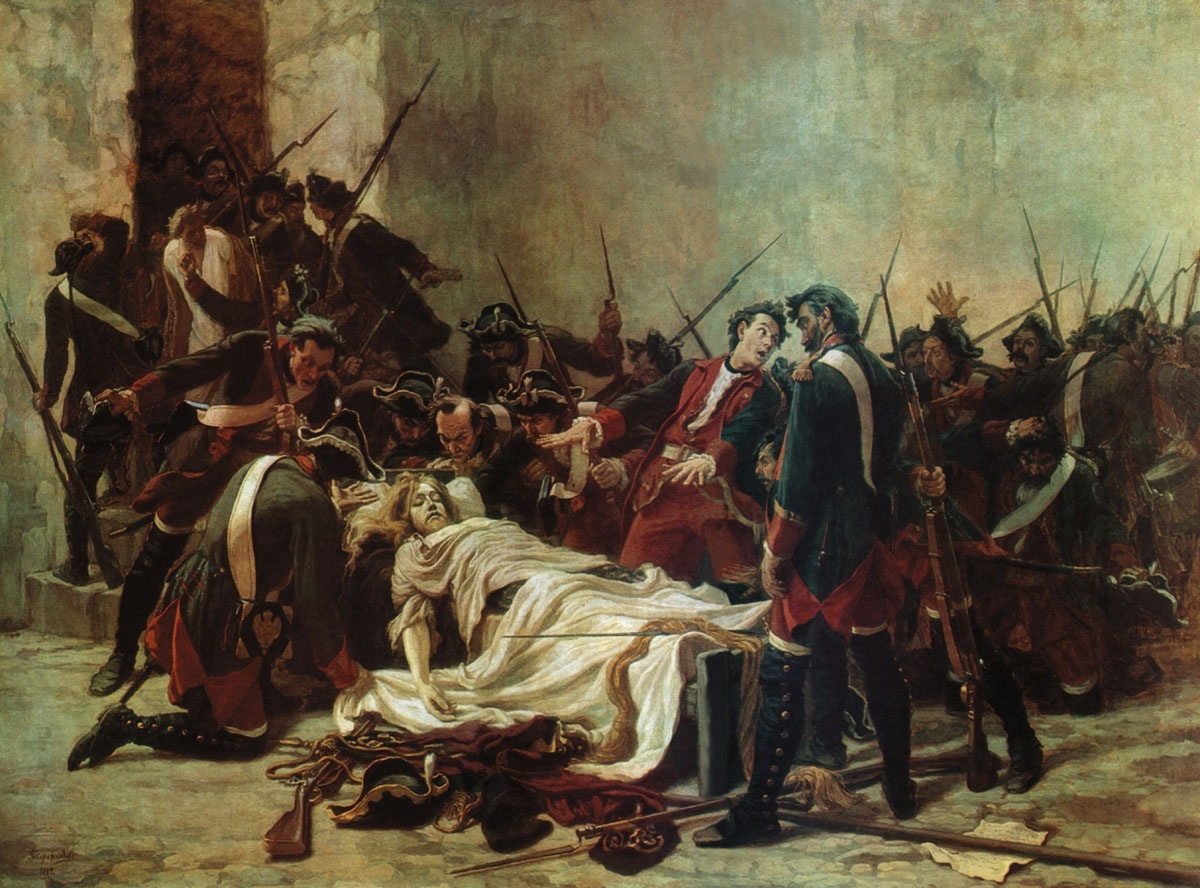
Mirovitch devant le corps d'Ivan VI(1884)
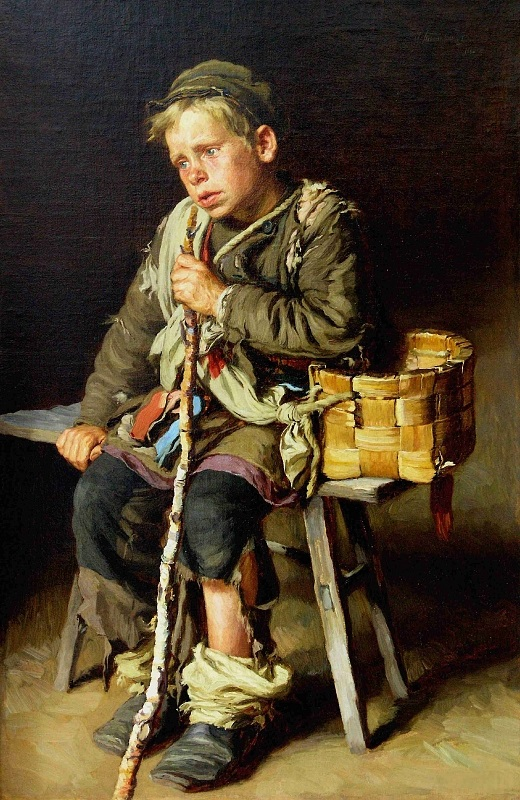
Le Petit pauvre à la corbeille(1886)
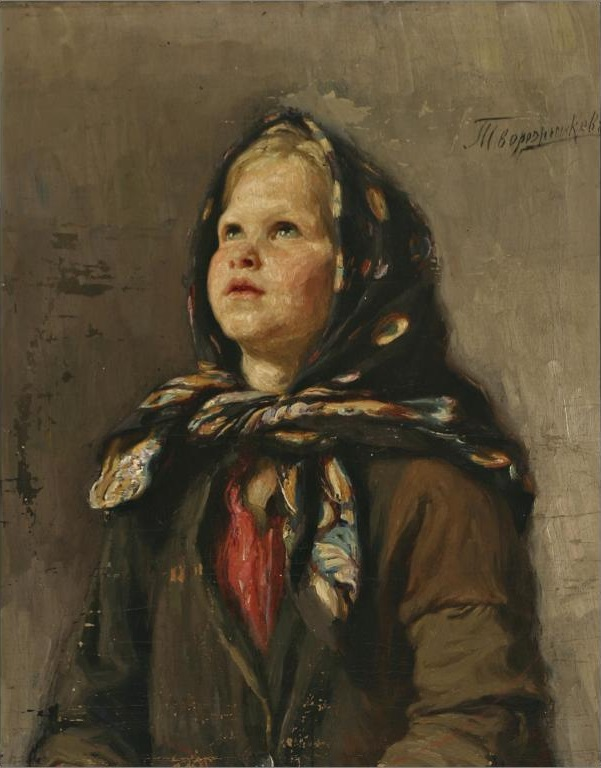
La Petite fille au fichu
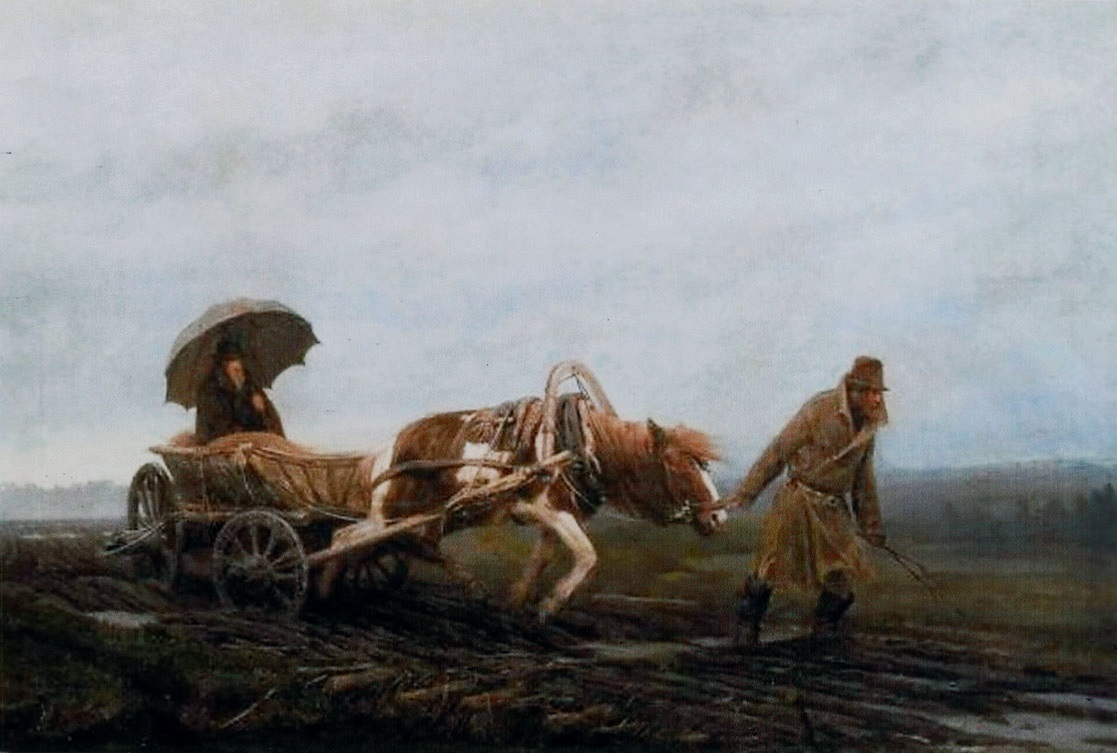
En dehors de la route dans le gouvernement de Tver. Le médecin de campagne
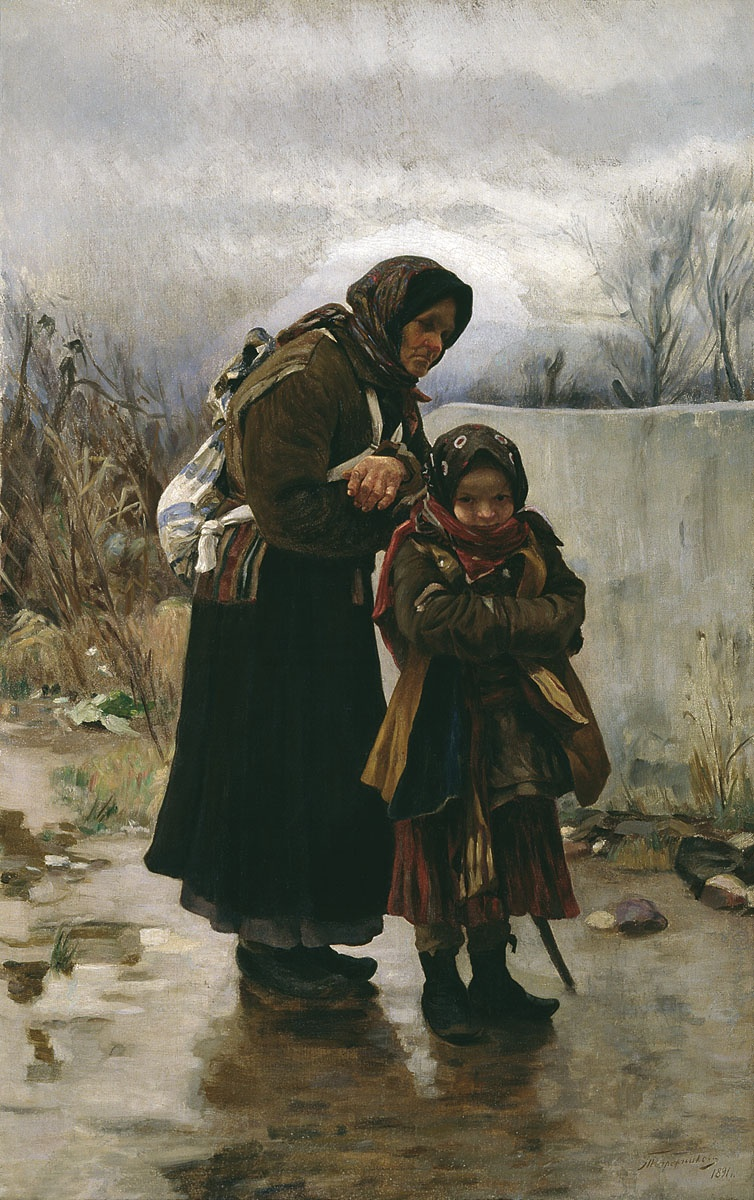
La Grand-mère et sa petite-fille(1891)